# Карагеоргієв шніцель
Карагеоргієв шніцель (серб. Карађорђева шницла) — сербська страва, названа на ім'я сербського принца Карагеоргія. Це рулет із телятини або свинини, начинений каймаком, запанірований і запечений (або засмажений). Подається зі смаженою картоплею та соусом тартар.
Ця страва створена в 1959 році кухарем Міча Стояновичем, який мав приготувати котлети по-київськи для гостя із СРСР, що очікувався, але через відсутність курячого м'яса був змушений приготувати страву з телятини. Однак, не задовольнившись результатом, він полив шніцель соусом тартар і прикрасив скибочками лимона та томату у вигляді ордену Зірки Карагеоргія, через що він і отримав свою назву.